# Potoki (Jesenice, Slovenija)
Potoki je naselje u slovenskoj Općini Jesenicama. Potoki se nalazi u pokrajini Gorenjskoj i statističkoj regiji Gorenjskoj. 

## Stanovništvo
Prema popisu stanovništva iz 2002. godine naselje je imalo 115 stanovnika.